# 五氟化镤
五氟化镤是一种镤的氟化物，化学式 PaF5。

## 制备
五氟化镤可以由五氧化二镤和三氟化溴或五氟化溴在 600 °C 下反应而成。
{\displaystyle {\ce {3 Pa2O5 + 10 BrF3 (6 BrF5) -> 6 PaF5 + 5 Br2 (3 Br2 ) + 7,5 O2}}}
它也可以由五氯化镤或四氟化镤和氟气在 700 °C下反应而成。
{\displaystyle {\ce {2 PaF4 + F2 -> 2 PaF5}}}
水合五氟化镤可以由五氧化二镤和氢氟酸水溶液反应而成。
{\displaystyle {\ce {Pa2 O5 + 10 HF -> 2 PaF5 . 2 H2O + 6 H2O}}}
它也可以由含氟的镤配合物分解而成。